# المنطقة المجرية الصالحة للحياة
في علم الأحياء الفلكي والفيزياء الفلكية المنطقة المجرية الصالحة للحياة هي المنطقة الأكثر مضيافة في المجرة ومن المرجح ان تنشئ فيها الحياة، وبشكل أكثر تحديدا، مفهوم المنطقة المجرية الصالحة للحياة يتضمن عوامل مختلفة، مثل المعدنية ونسبة حدوث كوارث كبيرة مثل الطارف الأعظم.
المنطقة المجرية الصالحة للحياة (بالإنجليزية: Galactic habitable zone)‏ وتختصر GHZ هي المكافئ المجرّي للمنطقة CHZ المنطقة حول النجمية الصالحة للحياة (بالإنجليزية: Circumstellar habitable zone)‏ 
من أجل إحصاء مناطق المجرة التي من المحتمل ان تتشكل فيها الكواكب الأرضية، بداية بحياة بسيطة وتوفير بيئة مناسبة لهذه الحياة لتتطور وتتقدم. وفقا لبحث نشر في أغسطس 2015، المجرات الكبيرة جدا قد تكون أفضل لولادة ونشوء الكواكب الصالحة للحياة أكثر من المجرات الصغيرة مثل درب التبانة. في حالة مجرة درب التبانة، يعتقد أن المنطقة القابلة للسكنى في المجرة عبارة عن حلقة نصف قطرها الخارجي من حوالي 10 كيلو فرسخ فلكي ونصف قطرها الداخلي قريب من مركز المجرة (مع أنصاف أقطار تفتقر إلى حدود ثابتة).
وقد انتقدت نظرية المنطقة المجرية الصالحة للحياة نظرا لعدم القدرة على التحديد الدقيق للعوامل لجعل منطقة من مجرة مواتية لنشوء الحياة. وبالإضافة إلى ذلك، تشير المحاكاة الحاسوبية أن النجوم قد تتغير مداراتها حول مركز المجرة بشكل كبير، وهذا يشكل تحديا على الأقل من وجهة نظر أن بعض مناطق المجرة هي بالضرورة أكثر قابلية داعم الحياة من غيرها.

## خلفية

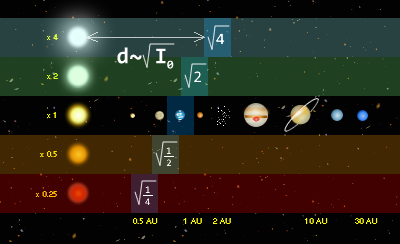
نماذج أنظمة تكون صالحة للحياة تعتمد على ضياء أنواع من النجوم

قدمت فكرة نطاق صالح للحياة في عام 1953 من قبل هوبرتوس وهارلو شابلي  وفي عام 1959 من قبل سو شو هوانغ يعتمد النطاق الصالح للحياة حول نجم على درجة حرارة وضياء النجم الذي يدور الكوكب حوله، حيث تكون الطاقة الواصلة للكوكب كافية لأن يكون الماء في الحالة السائلة. في 1970 علماء علم الأحياء الفلكي علماء الكواكب اخذو في النظر إلى عوامل أخرى مختلفة لازمة لخلق ودعم الحياة، بما في ذلك التأثير الذي قد يكون بوجود مستعر قريب على تطور الحياة. في عام 1981، جيم كلارك (عالم الكمبيوتر) اقترح أن النقص الواضح في الحضارات خارج كوكب الأرض في مجرة درب التبانة سببة انبعاثات من نوع زايفرت صادرة من نواة المجرة النشطة والأرض وحدها تجنبت من هذا الإشعاع بحكم موقعها في المجرة.
وفي العام نفسه، الفيزيائي الفلكي والاس هامبتون تاكر حلل سكن المجرة الصالح في سياق أعم، ولكن عمل لاحق الغى مقترحاته.
وقدمت النظرية الحديثة للنطاق المجري الصالح للحياة في عام 1986 من قبل (L.S. Marochnik و L.M. Mukhin) وعرفوا المنطقة باعتبارها المنطقة التي يمكن أن تزدهر فيها حياة ذكية.
عالم الإحاثة بيتر وارد أستاذ علم الفلك دونالد براونلي وسعوا مفهوم النطاق المجري الصالح للحياة فضلا عن العوامل الأخرى اللازمة لنشوء الحياة المعقدة، في كتابهما الأرض النادرة: لماذا الحياة المعقدة غير شائعة في الكون في هذا الكتاب استخدم المؤلف المنطقة القابلة للسكنى في المجرة من بين عوامل أخرى في حوار جدلي من اجل اثبات بأن الحياة الذكية ليست أمرا شائعا في الكون.
فكرة المنطقة المجرية الصالحة للحياة تم تطويرها في عام 2001 في ورقة كتبها وارد وبراونلي، بالتعاون مع غييرمو غييرمو غونزاليس.

## إعتبارات
لقد ركز الفلكيون عموما على استقرار الماء السطحي ـ الذي لا يحتمل وجوده إلا داخل نطاق معين من المسافات عن النجم الذي يدور الكوكب حوله، ويسمى هذا النطاق المنطقة حول النجمية الصالحة للحياة. بيد أنه في سياق عملية اكتشاف الكواكب خارج النظام الشمسي، خلال السنوات المنصرمة، توصل الباحثون إلى ضرورة تحقق مجموعة أكبر من الشروط. من أجل تحديد مكان في المجرة بأنه جزء من منطقة قابلة للسكنى هناك مجموعة متنوعة من العوامل التي يجب أخذها في الاعتبار تشمل هذه توزيع النجوم والأذرع الحلزونية، ووجود أو عدم وجود نواة مجرية نشطة، وذبذبات مستعر أعظم قريب التي يمكن أن تهدد وجود الحياة، ومعدنية الموقع وعوامل أخرى ومن دون تحقيق هذه العوامل، في منطقة من المجرة لا يمكن إنشاء أو الحفاظ على الحياة بكفاءة.

### التطور الكيميائي

المعدنية في قرص المجرة الرقيق أكبر بكثير من هالة المجرة النائية.

إن حدود المنطقة المجرية الصالحة للحياة فيها تحدد بعدة عوامل منها: توفر المواد لتكوين كوكب صالح للحياة عليه، وتوفُّر عزل مناسب للمنطقة يقيها شر التهديدات الكونية. وتجمع المواد الكيميائية لتكوّن كوكب أرضي
وأحد أكثر المتطلبات الأساسية لوجود حياة حول نجم هو قدرة هذا النجم لإنتاج الكوكب الأرضي من كتلة كافية لاستمراره. وتوفر العناصر المختلفة، مثل الحديد والمغنيسيوم والتيتانيوم والكربون والأكسجين والسيليكون، وغيرها وتركيز ونسب هذه العناصر في جميع أنحاء المجرة.
فالمقادير النسبية للعناصر المختلفة مهمة أيضا. ومنها الحديد والهيدروجين وأكثر المقادير غزارة على الأرض تولدت، في المقام الأول، من انفجارات مستعرات أعظمية supernovae، لها نمطان رئيسيان. فالنمط الأول (I) لهذه الأحداث؛ التي ينجم معظمها عن انفجار قزم أبيض، يولّد بصورة رئيسية الحديد والنيكل nickel والكوبالت. أما النمط الثاني (II) من المستعرات الأعظمية، الذي يستلزم انفجار نجم ضخم، فإنه غالبا ما يركب عناصر الأكسجين والسيليكون والمغنيزيوم والكالسيوم والتيتانيوم. هذا وإن أحداث النمط II هي المصدر الطبيعي الوحيد لأثقل العناصر، مثل الثوريوم واليورانيوم.
بالإضافة إلى كميات محددة من مختلف العناصر المستقرة التي تكون كتلة الكوكب الأرضي، وفرة النويدة المشعة مثل البوتاسيوم40 , اليورانيوم235 , اليورانيوم238U الثوريوم232
ونتيجة للنسبة المتبدلة للمستعرات الأعظمية، فإن النجوم الجديدة الشبيهة بالشمس تكون أغنى بالحديد من تلك التي تكوّنت قبل خمسة بلايين سنة. وهذا يقتضي أن يحوي كوكب أرضي يتكوّن حاليا قلبا حديديا أكبر نسبيا من القلب الحديدي للأرض. وبعد 4.5 بليون سنة، ستكون لهذا الكوكب أيضا حرارة أقل بنسبة 40 في المئة وذلك من اضمحلال البوتاسيوم والثوريوم واليورانيوم. والحرارة التي تولدها هذه النظائر المشعة هي التي تُحدث تكتونية الصفائح، التي تؤدي دورا أساسيا في الدورة الجيوكيميائية، التي تنظم مقدار ثنائي أكسيد الكربون في جوِّنا. وربما كانت الكواكب الأرضية، التي تتكون حاليا، هي كواكب ذات صفيحة وحيدة، مثل الزهرة والمريخ. وغياب تكتونية الصفائح عن كوكب الزهرة يسهم في أحوالها الجهنمية.
هذه الفلزات هي المكونات الأساسية للكواكب الشبيهة بالأرض، ووفرتها تؤثر في حجم الكواكب التي تكوّنها. وهذا الحجم، بدوره، يحدد ما إذا كان بمقدور كوكبٍ الاحتفاظ بجو واستدامة نشاط جيولوجي فيه. إضافة إلى ذلك، فمن دون قدر كاف من الفلزات، لا يمكن للكواكب العملاقة أن تتكون إطلاقا، ذلك أنها هي التي تلتحم حول قلب صخري له حجم أصغري معين. وقد بدأت أرصاد الكواكب التي تدور حول شموس أخرى بتحديد الفلزية اللازمة لتكوّن كواكب عملاقة. ولم يُكتشف مثل هذه الكواكب حول أي نجم بفلزية تقل عن 40% من فلزية الشمس. وبالعكس، فإن الفلزية العالية جدا يمكن أن تسبب مشكلة أيضا. فالكواكب الأرضية تصبح أكبر، وبسبب ثقالتها القوية، تصبح أغنى بالمركبات الطيارة وأفقر في تضاريسها الطبوغرافية. وهذه المجموعة من الأسباب تجعلها أكثر احتمالا بأن تكون مغطاة كليا بالماء إلى درجة الإضرار بوجود حياة عليها. هذا وإن مزيج اليابسة والبحار على الأرض مهم للتحكم في درجة حرارة الجو وفي عمليات أخرى. ثم إن الفلزية العالية تزيد أيضا من كثافة قرص الكواكب البدائية، وهذا يجعل الكواكب العملاقة تهجر مواقعها

### الأحداث الكارثية

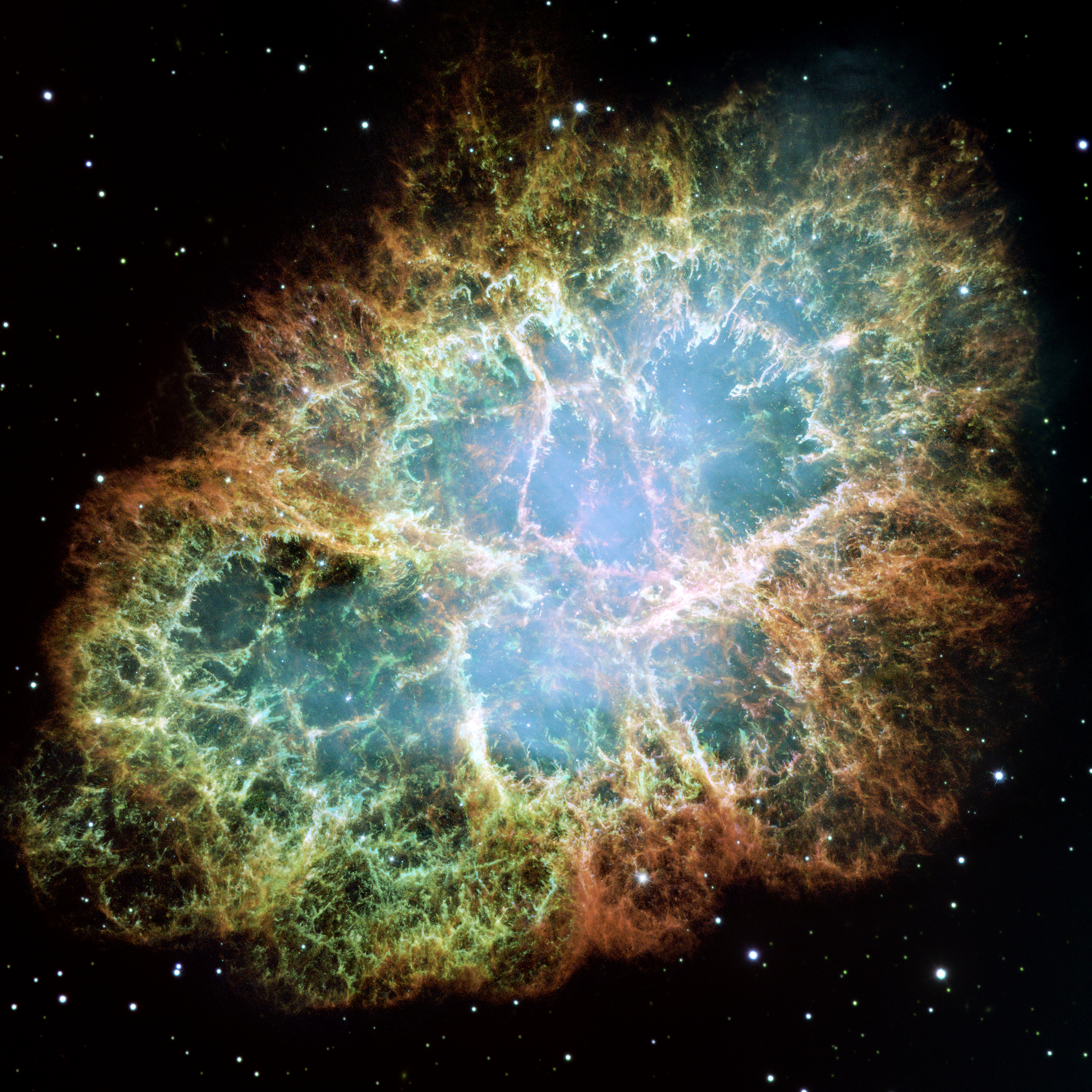
مستعر أعظم, يلعب دوراً أساسياً في تطور المجرة حيث يزيد توافر العناصر الثقيلة فيها، وقد تمت دراسة تأثير النجوم المتفجرة على المنطقة القابلة للسكنى في المجرة على نطاق واسع

فضلا عن كونها تقع في منطقة من المجرة التي هي مفيدة كيميائيا لتطوير الحياة، يجب أن يتجنب موقع النجم أيضاجود عدد كبير من الأحداث الكونية الكارثية القادرة على إتلاف الحياة الكواكب.
إن الإشعاع العالي الطاقة يمثل، أيضا، مشكلة أكبر في المناطق الداخلية من المجرة. وحتى درجة معينة، يمكن للحقل المغنطيسي لكوكب أن يقيه من معظم الإشعاع الجسيمي؛ كما أن طبقته من الأوزون يمكن أن تحجب عنه الإشعاع الكهرمغنطيسي الخطر. لكن الإشعاع ذا الطاقة الكامنة يمكن أن يؤين الجو، ويولّد أكاسيد النتروجين بكميات كبيرة قادرة على إزالة طبقة الأوزون. ويمكن أيضا للإشعاع ذي الطاقة العالية الذي يضرب الجو، أن يولد وابلا مميتا من الجسيمات الثانوية.وإذا رتَّبنا أسوأ حوادث الإشعاع وفقا لتناقص أمدها، فإننا نجد أنها ثورانات النواة المجرية النشيطة، تليها اندفاعات المستعرات الأعظمية وانفجار أشعة غاما على هيئة حزمة ضيقة من الإشعاع المكثف إن نواة درب التبانة هي حاليا غير نشيطة نسبيا؛ ويبدو أن الثقب الأسود المفرط في ضخامته والكائن في قلب مجرتنا، هاجع الآن. بيد أن أرصادا لمجرات أخرى توحي بأن ثقوبها السوداء المركزية تثور من وقت لآخر، حين يمر نجم أو حشد من النجوم قريبا جدا منها؛ وهذا يؤدي إلى سحب هذا النجم أو الحشد ليلاقي مصيره المحتوم. والنتيجة هي دفق من الإشعاع الجسيمي والكهرمغنطيسي العالي الطاقة. ويجري بث معظم الإشعاع في تدفق على طول محور دوران المجرة، لكن كثيرا من الجسيمات المشحونة تدور بحركة لولبية على طول خطوط الحقل المغنطيسي للمجرة وتملأ حجمها. وأسوأ موقع خلال حدوث مثل هذه الاندفاعات هو النتوء bulge مثال ذلك مجرة محدبة. فهناك لا تكون مستويات الإشعاع الإجمالي عالية فحسب، بل إن النجوم هناك تنحو أيضا لأن يكون لها مدارات إهليلجية (ناقصية) شديدة الميل والتفلطح يمكن أن تجعلها قريبة من النواة. ان هذة الاحداث قد يكون لة تأثير على الكائنات الحية منها إحداث الطفرات الوراثية. ومع ذلك، فإن تأثير العديد من هذه الأحداث قد يكون من الصعب تحديدة.

### تشكل المجرات
المعالم الشكلية المختلفة للمجرات يمكن أن تؤثر على قابليتة للسكن. الأذرع الحلزونية، على سبيل المثال، هي موقع تكوين النجوم، ولكنها تحتوي على العديد من السحب الجزيئية العملاقة وكثافة عالية من النجوم التي يمكن التشويش على سحابة أورط للنجم، مرسلة وابل من المذنبات الثلجية والكويكبات تجاه أي كواكب متواجدة. وبالإضافة إلى ذلك، يمكن للكثافة العالية للنجوم ومعدل تكوينها الضخم تعرض أي نجوم تدور داخل الأذرع الحلزونية لفترة طويلة جدا من انفجارات السوبرنوفا، والحد من فرصها في البقاء، ونمو الحياة.
وبالنظر إلى هذه العوامل، فأن موقع الشمس داخل المجرة وملائم تماما لأنها، بالإضافة إلى كونها خارج الذراع الحلزوني، فالشمس في تدور فلك بالقرب نصف قطر دائرة الدوران المرافق  وهو موقع تتحرك فية النجوم بنفس السرعة، وفي نفس الوقت مدارها يأخذها بعيدا عن تقاطع الأذرعة الحلزونية. ويجب ان تكون للأذرع الحلزونية القدرة على إحداث تغييرات المناخية على أي كوكب. يمر من خلال الغيوم الجزيئية الكثيفة للأذرع الحلزونية المجرية، والرياح النجمية قد تدفع مرة أخرى إلى نقطة تعكس طبقة الهيدروجين ليتراكم في جو الكواكب التي في المدار، وربما يؤدي إلى سيناريو الأرض كرة ثلج.
ضلع المجرة أيضا لديه القدرة على التأثير في حجم المنطقة القابلة للسكنى المجرة. ويعتقد القضبان المجرية تنمو مع مرور الوقت، وصولا في نهاية المطاف إلى دائرة نصف قطره المرافق المجرية لشويش على مدارات النجوم الموجودة هناك واعدد النجوم المعدنية مثل شمسنا، على سبيل المثال، التي تقع في مكان متوسط بين هالة المجرة-منخضة المعدنية ومركز المجرة عالية الإشعاع، قد تكون مبعثرة في جميع أنحاء المجرة، مؤثرة على تعريف المنطقة المجري القابلة للسكنى. ولهذا السبب، قد يكون من المستحيل تحديد المنطقة القابلة للسكنى في المجرة بشكل صحيح.

### موقع الشمس في درب التبانة
الشمس توجد في منطقة تقع على مسافة من مركز المجرة يبعد حوالي 26 ألف سنة ضوئية ـ وهذه منطقة لا تحوي سوى 20 في المئة من نجوم المجرة. وفضلا عن ذلك، فإن النجم النموذجي في الجوار الشمسي لم يصل عتبة الستين في المئة إلا منذ 5 إلى 6 بلايين سنة. والشمس نفسها أغنى بالفلزات من أي نجم آخر تكوّن في نفس الوقت ونفس الموقع من القرص. وربما كان هذا المحتوى الفلزي الزائد هو الذي حفز بداية الحياة على الأرض.

## الحدود

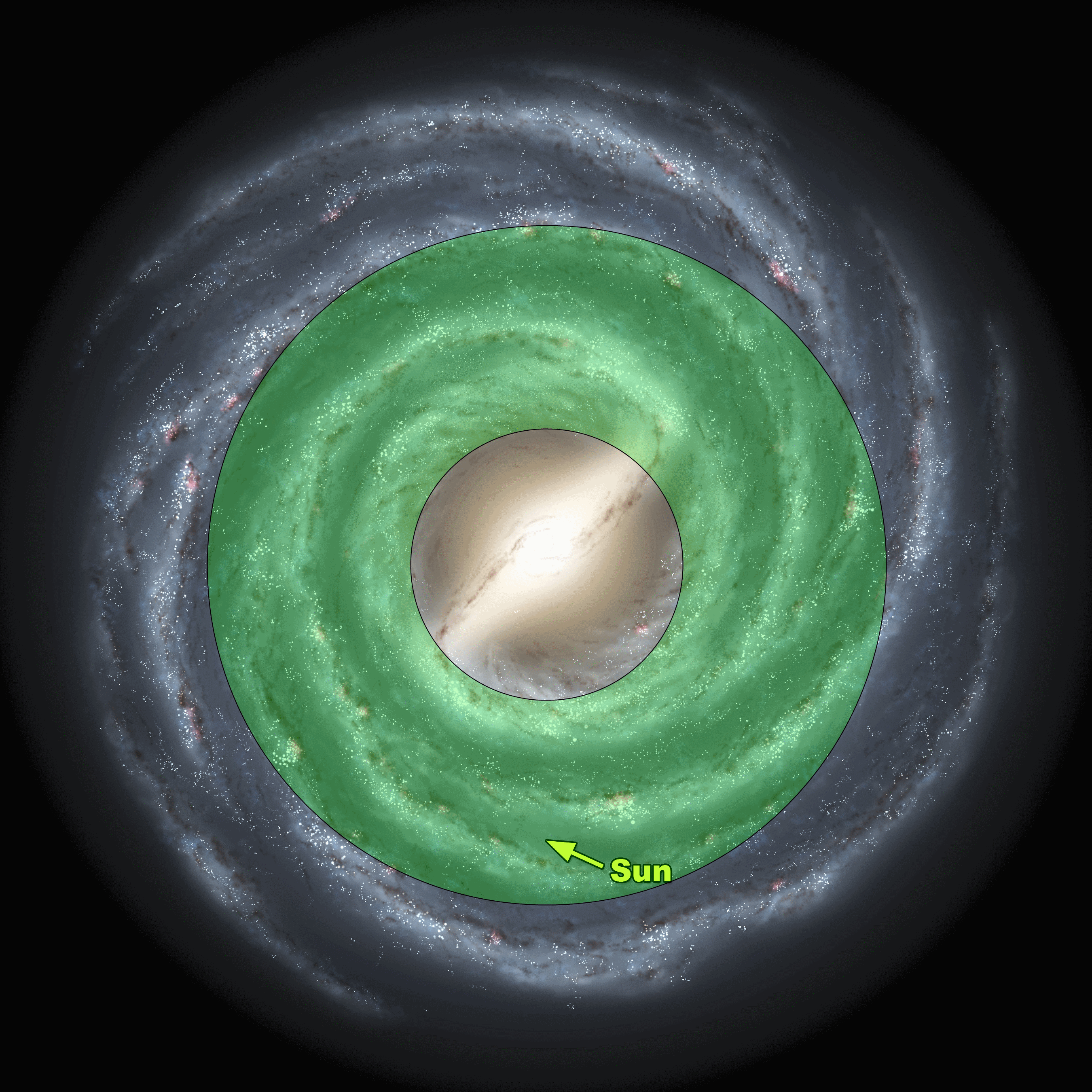
غالبا ما ينظر إلى المنطقة القابلة للسكنى المجرة بوصفها الحلقة التي تبعد 4-10 كيلو فرسخ فلكي عن مركز المجرة، على الرغم من البحوث التي أجريت مؤخرا وضعت هذة الفرضية موضع جدل.

في وقت وقت مبكر البحوث حول المنطقة القابلة للسكنى في المجرة، بما في ذلك ورقة عام 2001 من قبل غييرمو غونزاليس - دونالد براونلي - وبيتر دي وارد، لم ترسم أي حدود معينة، واكتفوا بالقول أن المنطقة كانت في الحلقة التي تشمل منطقة المجرة التي تكون على حد سواء مخصبة بالمعادن وبعيدة عن الإشعاع المفرط، وأن المنطقة ستكون على الأرجح في قرص المجرة الرقيق. ومع ذلك، في وقت لاحق الأبحاث التي أجريت في عام 2004 من قبل تشارلز لينويفر وزملاؤه لم يحددوا حدود لهذه الحلقة، وفي حالة من مجرة درب التبانة تتراوح بين 4 إلى 10 كيلو فرسخ فلكي عن مركز المجرة.
حلل فريق لينويفر تطور المنطقة القابلة للسكنى المجرة مع مراعاة الوقت، واستنتجوا، على سبيل المثال، أن النجوم القريبة في نتؤ المجرة يجب ان تتشكل ضمن إطار زمني نحو ملياري سنة من أجل أن يكون لديها كواكب صالحة للحياة. قبل هذا الإطار، ستمنع النجوم في نتؤ المجرة من وجود كواكب دائمة للحياة بسبب أحداثالمستعرات المتكررة.
وعند انخفاض المعدل الإجمالي لانفجارات المستعرات الأعظميةـ حيث يرتبط معدلها ارتباطا وثيقا بمعدل تكوّن النجوم. ومن ناحية أخرى يتوقف على إنتاج النجوم ذات الكتل المتوسطة والعمر القصير، لذا فإنها تستجيب ببطء أكبر للتغيرات في معدل تكون النجوم.ونتيجة للنسبة المتبدلة للمستعرات، فإن النجوم الجديدة الشبيهة بالشمس تكون أغنى بالحديد من تلك التي تكوّنت قبل خمسة بلايين سنة. وهذا يقتضي أن يحوي كوكب أرضي يتكوّن حاليا قلبا حديديا أكبر نسبيا من القلب الحديدي للأرض. على الرغم من المعدنية المتزايدة من قلب المجرة الذي سوف يؤدي في نهاية المطاف أالى نجوم لن يكون لها عدد كبير من الكواكب العملاقة ونظام نجمي غير مستقر جذريا وانحراف مدار أي كوكب يقع في نطاق صالح للسكن حول النجم.
عمليات المحاكاة التي أجريت في 2005 في جامعة واشنطن، أظهرت أنه حتى في وجود كواكب المشترى الحارة، قد تبقى الكواكب الأرضية مستقرة على مدى فترات زمنية طويلة.
في عام 2006 وفي دراسة من قبل ميلان سيكوفيك وزملاؤه وسعوا فيها فكرة المنطقة المجرية الصالحة للحياة التي تعتمد على الوقت من خلال تحليل مختلف الأحداث الكارثية فضلا عن التطور الزمني الأساسي لديناميكا المجرة.
وتعتبر الدراسة أن عدد الكواكب الصالحة للحياة قد يتقلب بشكل كبير مع الوقت نظرا لتوقيت أحداث كارثية لا يمكن التنبؤ بها. وبناء على دراسة طريقة مونت كارلو على نموذج الدمية (toy model) لمجرة درب التبانة، وجد الفريق أن عدد الكواكب الصالحة للحياة من المرجح أن يزداد مع الوقت، ولكن ليس في نمط خطي متقن.
شهدت دراسات لاحقة مراجعة أكثر جوهرية للمفهوم القديم للمنطقة المجرية الصالحة للحياة بوصفها بالطوق. في عام 2008
كشفت دراسة أجرها نيكوس برانتوس انة في حين احتمال إبادة كوكب من قبل مستعر أعظم أعلى عند مسافة 10 كيلو فرسخ فلكي عن مركز المجرة، فإن الكثافة الهائلة للنجوم في داخل المجرة تعني أن عدد الكواكب الصالحة للحياة التي يمكن العثور عليها هناك أعلى. وقد عززت البحوث في ورقة 2011 من قبل مايكل قوانلك الذي حسب وتيرة الكواكب الناجية من المستعرات كمحصلة لبعدها عن مركز المجرة وارتفاعها عن مستوي المجرة واعمارها، واكتشف في نهاية المطاف أن حوالي 0.3٪ من النجوم في المجرة يمكن أن تدعم اليوم حياة معقدة، أو 1.2٪ إذا لم يأخذ في الاعتبار التقييد المدِّي من قزم احمر يمنع تطور الحياة.

## نظرة عامة
من الواضح أن كثيرا من العوامل الأخرى تسهم في صلاحية الحياة على كوكب، من ضمنها إهليلجية مداره، ووجود تابع لة (قمر) كبير نسبيا، ووجود كواكب عملاقة، إضافة إلى تفاصيل تتعلق ببيولوجيته. بيد أنه إذا كان كوكب يدور خارج تلك المنطقة، فلا يحتمل أن يكون لأي من هذه التفاصيل أهمية تذكر. وبالمثل، فإن المكان الذي توجد فيه النطاق الصالح للحياة لا يحظى بكثير من الأهمية إذا كان النظام الكوكبي ككل، موجودا في جزء عدائي من المجرة ولا يحقق هذا المتطلب سوى جزء من درب التبانة. وتستثني المناطق الداخلية الخطرة من مجرتنا والمناطق الخارجية منها الفقيرة بالفلزات. وثمة رأي مخالف محتمل مفاده أن علاقة الفلزية بالكواكب المكتشفة ليست علاقة سببية، إذ ربما سارت هذه العلاقة بالاتجاه المعاكس: فبدلا من كون الفلزية النجمية العالية هي التي تعلل وجود الكواكب العملاقة، فإن وجود الكواكب العملاقة ربما كان هو الذي يعلل الفلزية النجمية. وقد يحدث ذلك إذا كانت تلك الكواكب تميل إلى السقوط على النجوم، الأمر الذي يغني المحتوى النجمي من الفلزات. ويظن معظم الفلكيين الآن أن النجوم تلتهم الكواكب والأجرام الصغيرة.وهناك رأي آخر يقول بأن هذه العلاقة قد تكون مجرد انحراف رصدي؛ فمن الصعب اكتشاف كواكب حول نجوم فقيرة بالفلزات؛ وأسلوب البحث عن كواكب يعتمد على الخطوط الطيفية النجمية، وهذه تكون أضعف عندما يحوي النجم قدرا أقل من الفلزات.

## نقد النظرية
تعرضت فكرة المنطقة المجرية الصالحة للحياة لانتقادات من العلماء من ضمنهم نيكوس برانتوس على أساس أن العوامل الازمة من المستحيل أن تحدد ولو بشكل تقريبي وان المنطقة المجرية الصالحة للحياة قد تكون مجرد اداة خيالية لفهم أفضل لتنوع الحياة بدلا من وضع حدود لها وفضلا عن ذلك يقيد مفهوم المنطقة المجرية الصالحة للحياة صلاحية العيش، لا في المكان فحسب، بل في الزمان أيضا. ولمفهوم المنطقة المجرية الصالحة للحياة دور أيضا في الجدل الدائر حول مفارقة فيرمي. فإذا كانت مجرتنا تعج بحضارات أخرى، فيجب أن نجد دليلا ما على وجودها لكننا لم نجد بعد مثل هذا الدليل، ومن ثم فقد نكون الحضارة الوحيدة الموجودة
وإحدى الحجج التي تقدم لتفادي هذه النتيجة هي أنه لا يوجد لدى الكائنات الموجودة خارج الأرض دافع يجعلها تهجر عالمها وتترك علامات على وجودها في الفضاء. لكن إذا كانت أفكارنا عن المنطقة المجرية الصالحة للحياة صحيحة، فإننا نعيش في منطقة ملائمة جدا من درب التبانة. وكل حضارة تفتش عن عالم جديد ستضع، دون ريب، نظامنا الشمسي في قائمتها.,
في عام 2010 دراسة اجراها دنكان فورغان من مرصد أدنبرة الملكي للبيانات التي جمعت من دراسة طريقة مونت كارلو تؤيد فكرة نيكوس برانتوس أنة ليس هناك تعريف قوي للمنطقة المجرية الصالحة للحياة مما يشير إلى احتمال وجود مئات من الحضارات خارج الأرض في مجرة درب التبانة على الرغم من أن هناك حاجة إلى مزيد من البيانات من أجل اتخاذ قرار نهائي.

## مصدر خارجي
- مجلة العلوم أغسطس - سبتمبر2003 / المجلد 19 (ملاذات للحياة في كون عدائي)